# Enköpings SK
Enköpings Sportklubb ist ein schwedischer Sportverein aus Enköping. Der Verein ist vor allem für seine Eishockey- bzw. Fußballabteilungen bekannt.

## Geschichte
Enköpings SK wurde am 2. März 1914 gegründet. Lange Zeit spielte die Fußballmannschaft des Klubs in der dritten Liga, ehe 1938 als Meister der Östsvenskan der Aufstieg in die Division 2 Norra gelang. 1940 musste die Mannschaft allerdings wieder aus der Zweitklassigkeit absteigen. 1946 gelang erneut die Meisterschaft in der regionalen dritten Liga. Nach Aufstiegsspielen gegen Hallstahammars SK und IK City, bei denen jeweils neben den zwei regulären Spielen ein drittes Entscheidungsspiel angesetzt werden musste, gelang die Rückkehr in die Zweitklassigkeit und der Klub erhielt wegen der vielen Spiele den Beinamen „Svenska mästare i kval“ – schwedischer Meister der Aufstiegsspiele. Die Zweitligasaison endete jedoch als Debakel, lediglich ein Spiel konnte gewonnen werden und es ging für die Mannschaft wieder nach unten – wegen einer Umstrukturierung des Ligasystems sogar in die neu geschaffene vierte Liga, die Division 4.
In den folgenden Jahren war ESK zunächst eine Fahrstuhlmannschaft, ehe es ab 1965 gelang, sich dauerhaft in der dritten Liga zu etablieren. Nach 14 Jahren Ligazugehörigkeit gelang 1978 die Rückkehr in die zweite Liga. Jedoch fehlten als Tabellenzwölfter am Ende der Spielzeit 1979 zwei Punkte auf den von IFK Västerås belegten elften Platz, der den Klassenerhalt bedeutet hätte, und ESK kehrte in die dritte Liga zurück. Als Tabellenzweiter verpasste die Mannschaft in der folgenden Saison den direkten Wiederaufstieg und auch in den folgenden Jahren gelangen zwar wiederum Plätze im vorderen Mittelfeld, jedoch musste der Klub bis 1985 warten, ehe durch einen 2:1-Sieg und ein 1:1-Unentschieden in den Aufstiegsspielen gegen Spårvägens GoIF die Rückkehr in die zweite Liga gelang. Aber erneut reichte es nur zum elften Rang und damit stand wiederum der sofortige Wiederabstieg fest.
1990 wurde ESK Vizemeister der Division 2 Östra und trat in den Aufstiegsspielen gegen Skövde AIK, den Vizemeister der Division 2 Västra an. Durch ein 1:1-Unentschieden auf fremdem Platz und einen 1:0-Heimsieg im Rückspiel schaffte die Mannschaft erneut den Einzug in die zweithöchste schwedische Liga. Dort gelang im ersten Jahr der Klassenerhalt, in der zweiten Spielzeit wurde die Mannschaft jedoch Tabellenletzter und musste in Relegationsspielen gegen IFK Uddevalla antreten. Nach einer 0:2-Hinspielniederlage war ein 3:2-Erfolg im Rückspiel zu wenig und ESK spielte wiederum nur noch drittklassig. In den beiden ersten Jahren nach dem Abstieg platzierte sich der Klub im vorderen Mittelfeld, konnte aber nicht in die Entscheidung um den Aufstieg eingreifen. 1995 scheiterte ESK knapp an IFK Västerås: bei gleicher Punktzahl und gleicher Anzahl der geschossenen Tore verhalfen vier weniger kassierte Tore dem Konkurrenten zur Teilnahme an den Aufstiegsspielen. Ein Jahr später machte es die Mannschaft besser: nach der Vizemeisterschaft gelang durch Erfolge über Sandvikens IF und Visby IF Gute der abermalige Aufstieg in die Zweitklassigkeit.
In der Spielzeit 1997 hatte Enköpings SK großes Pech, die Mannschaft hatte unter einem Fehler des Ligakonkurrenten Vasalunds IF zu leiden: Der Klub hatte statt der drei erlaubten Nicht-EU-Ausländer in neun Ligaspielen vier dieser Spieler eingesetzt. Daraufhin wurden diese Partien jeweils für den Gegner gewertet. Hatte ESK vor der Bestrafung noch auf dem sicheren zehnten Platz gelegen, so fiel der Klub nun auf den zwölften Platz – einen Abstiegsplatz – zurück. Jedoch spielte die Mannschaft nur eine Spielzeit in der dritten Liga und konnte den sofortigen Wiederaufstieg feiern.
Als Aufsteiger konnte sich Enköpings SK dieses Mal direkt im vorderen Mittelfeld platzieren, auf Aufsteiger Assyriska Föreningen fehlten gar nur zwei Punkte. Damit qualifizierte sich die Mannschaft für die neue eingleisige zweite Liga, die Superettan. Auch hier spielte ESK im vorderen Mittelfeld mit und 2002 gelang die Vizemeisterschaft hinter Östers IF und damit der Aufstieg in die Allsvenskan. Dort wurde die Mannschaft allerdings mit nur drei Siegen und 14 Punkten Tabellenletzter und hatte am Ende 18 Punkte Rückstand auf den von Landskrona BoIS belegten letzten Nichtabstiegsplatz. Als Absteiger konnte ESK jedoch in der Superettan nicht Fuß fassen und rutschte als Drittletzter erneut in die Drittklassigkeit ab. In der Division 2 Norra Svealand erreichte die Mannschaft als Meister die Aufstiegsspiele, scheiterte jedoch nach einem 0:0-Unentschieden auf heimischem Platz durch eine 0:2-Auswärtsniederlage am Umeå FC. In der neu formierten Division 1 Ettan schaffte ESK im folgenden Jahr die Meisterschaft und kehrte in die zweite Liga zurück. Als Tabellenzwölfter konnte am Ende der Spielzeit 2007 der Klassenerhalt gefeiert werden.
Danach folgte allerdings der sportliche Abstieg des Vereins, als der Verein in der Spielzeit 2008 den Abstieg in die Division 1, die dritthöchste schwedische Fußballspielklasse, antreten musste. Dort trat das Team allerdings auch nur in einer einzigen Saison in der Division 1 Norra, einer von zwei parallel laufenden Staffeln, auf und stieg anschließend auf dem 13. Platz in der Endtabelle rangierend in Schwedens Viertklassigkeit ab.
Die Eishockeyabteilung des Vereins erreichte 1975/76 erstmals die zweithöchste schwedische Spielklasse, stieg aber direkt wieder ab. 2006 gelang die Rückkehr. Seit der Saison 2011/12 tritt die Eishockeymannschaft in der drittklassigen Division 1, die sich nunmehr Hockeyettan nennt, an.

## Trainer
- Jesper Blomqvist (2007–2009)